# Megachile insignis
Megachile insignis är en biart som beskrevs av Van der Zanden 1996. Megachile insignis ingår i släktet tapetserarbin, och familjen buksamlarbin. Inga underarter finns listade i Catalogue of Life.